# Christian Seybold

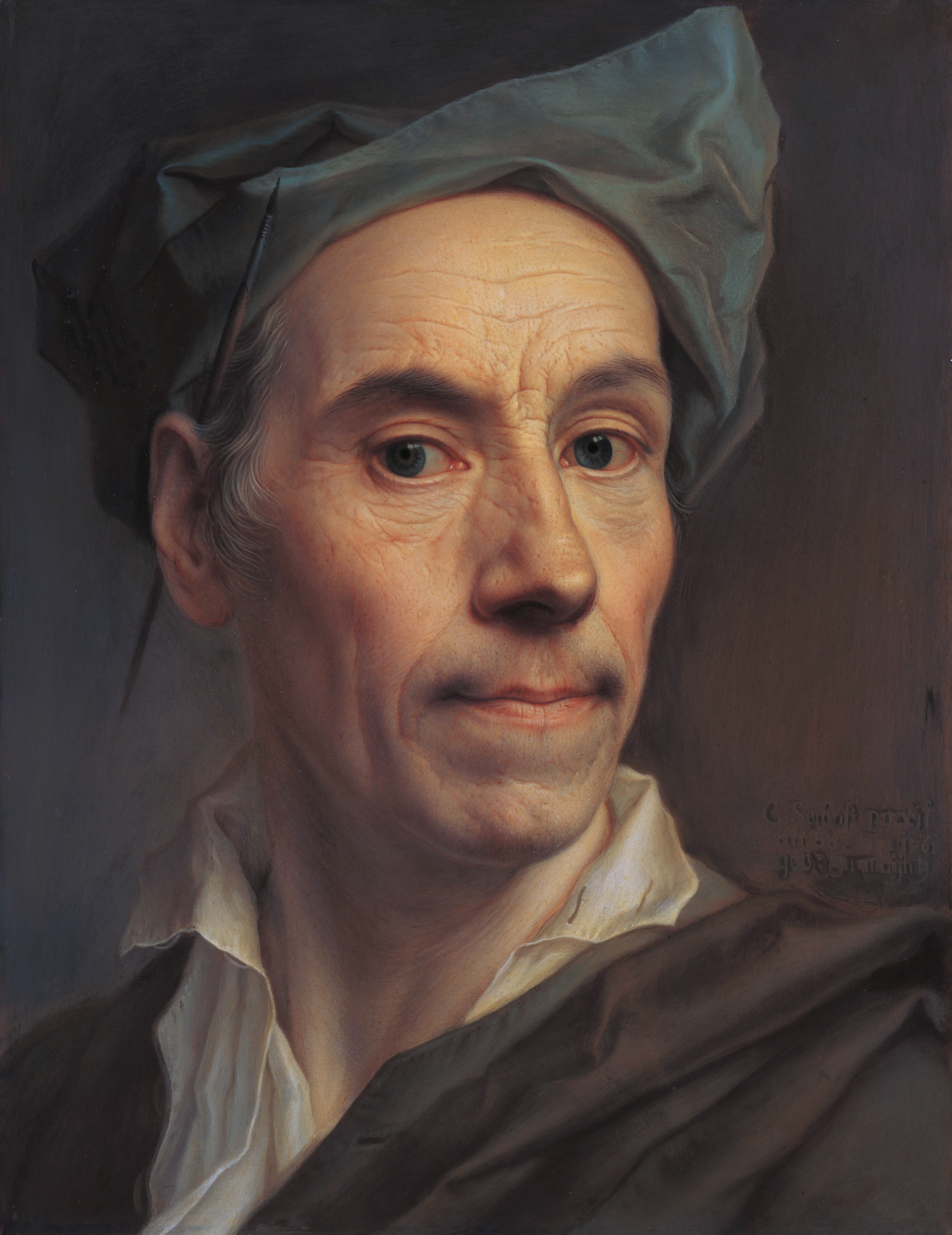
Christian Seybold: Selbstporträt, Sammlungen der Fürsten von und zu Liechtenstein

Christian Seybold (getauft 19. März 1695 in Neuenhain; † 29. September 1768 in Wien) war ein Künstler aus der Epoche des Barock. Er schuf Charakterköpfe (Tronies) sowie Porträts und Selbstporträts.

## Leben
Über seine Kindheit und Ausbildung ist noch immer wenig bekannt. Christian Seybold war eines von elf Kindern. Sein Vater war Johann Peter Seybold (1658–1716) aus Oberursel. Es ist nicht bekannt, wann der Autodidakt nach Wien zog. 1715 heiratete er dort Maria Elisabeth Wimmerin (1688–1717), die schon knapp drei Wochen später ein Kind bekam. Als seine Frau und sein Kind gestorben waren, heiratete er 1718 zum zweiten Mal, nämlich Susanna Bellmonin (1700–1772). 1745 wurde er von August III. zum Hofmaler ernannt, vier Jahre später 1749 wurde er der kaiserlicher Kammermaler Hofmaler Maria Theresias und Assoziierter der Akademie in Wien.

## Werke

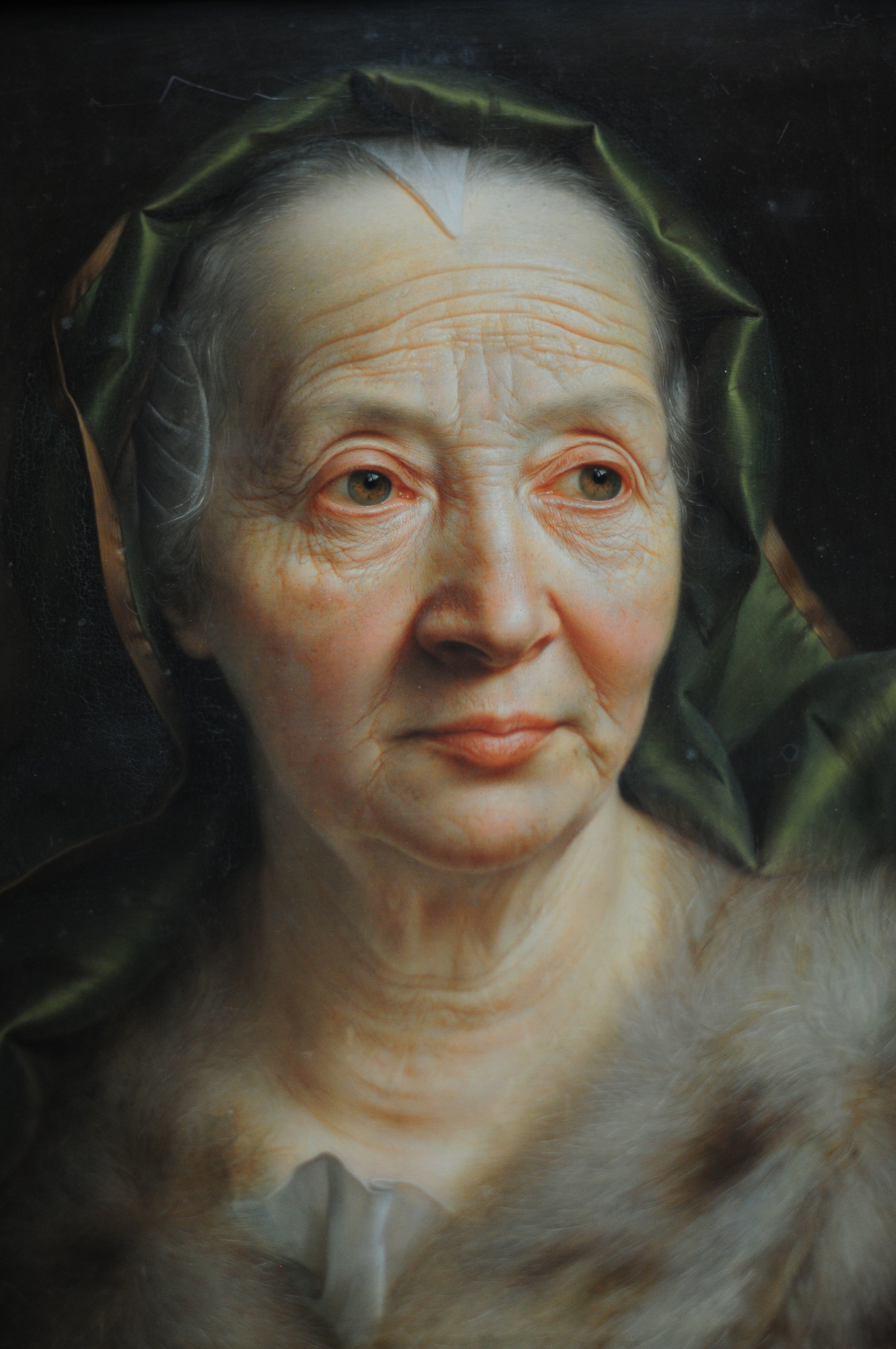
Christian Seybold, Alte Frau, Gemäldegalerie Alte Meister

In seinen Charakterköpfen wurde Seybold vor allem von Balthasar Denner beeinflusst; seine Porträts wurden von Johann Kupetzky und Rembrandt van Rijn geprägt. Eines der wenigen Porträts, das datiert werden kann, ist das Porträt des kaiserlichen Rats Johann Adam Questenberg (1678–1752), das zwischen 1723 und 1728 entstanden ist. Dieses Porträt ist 1728 von Andreas und Joseph Schmuzer als Kupferstich herausgegeben worden. Seybolds Werke sind heute u. a. in der Sammlung des Barockmuseums im Wiener Schloss Belvedere ausgestellt, ebenso finden sich Werke in der Gemäldegalerie Alte Meister in Dresden, der Barockgalerie des Residenzschlosses Ludwigsburg, im Landesmuseum Mainz, in Schloss Schönbusch in Aschaffenburg und im Germanischen Nationalmuseum Nürnberg. Im Ausland sind seine Werke im Louvre in Paris, in den Uffizien in Florenz und in der Eremitage in Sankt Petersburg, Szépművészeti Múzeum in Budapest und in den Sammlungen der Fürsten von und zu Liechtenstein, bis 2012 im Wiener Liechtenstein Museum, ausgestellt.